# 사루시촌
사루시촌(일본어: 佐留志村)은 일본 사가현 기시마군에 있던 촌이다. 현재의 고호쿠정의 일부에 해당한다.

## 지리
오다케산 남쪽 기슭에서 남쪽은 롯카쿠강 하류, 동쪽은 우쓰강 서안으로 이어지는 평탄한 지대에 위치했다.

## 역사
- 1889년 4월 1일 - 정촌제 시행에 의해 기시마군 사루시촌이 성립하였다.
- 1932년 4월 1일 - 오다촌, 야마구치촌과 합병해 고호쿠촌이 신설되어 폐지하였다.

## 참고문헌
- 角川日本地名大辞典 41 佐賀県
- 『市町村名変遷辞典』東京堂出版、1990年。